# Міжнародний експериментальний термоядерний реактор
Міжнародний експериментальний термоядерний реактор (англ. International Thermonuclear Experimental Reactor, ITER) — експериментальний проєкт, який передбачає побудову, випробовування й використання токамака, у якому завдяки реакції термоядерного синтезу вдасться отримувати значну кількість енергії без викидів діоксиду вуглецю та небезпеки радіації. Місцем його зведення обрано локацію біля дослідницького центру «CEA-Cadarache» в місті Сен-Поль-ле-Дюранс (Прованс, Франція). Термін будівництва основних компонент — 2007—2025 роки. Термін завершення будівництва та початок використання дейтерій-тритієвої плазми заплановано на 2035 рік.

## Учасники проєкту
Країни-участниці:
- Країни ЄС
- Індія
- Китай
- Корея
- Росія
- США
- Японія

Країни, що підписали договір про співпрацю:
- Австралія
- Казахстан
- Канада
- Таїланд

## Історія

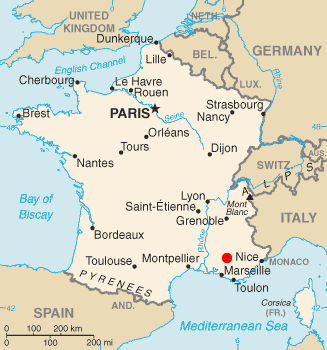
Дослідницький центр в Кадараші, Франція

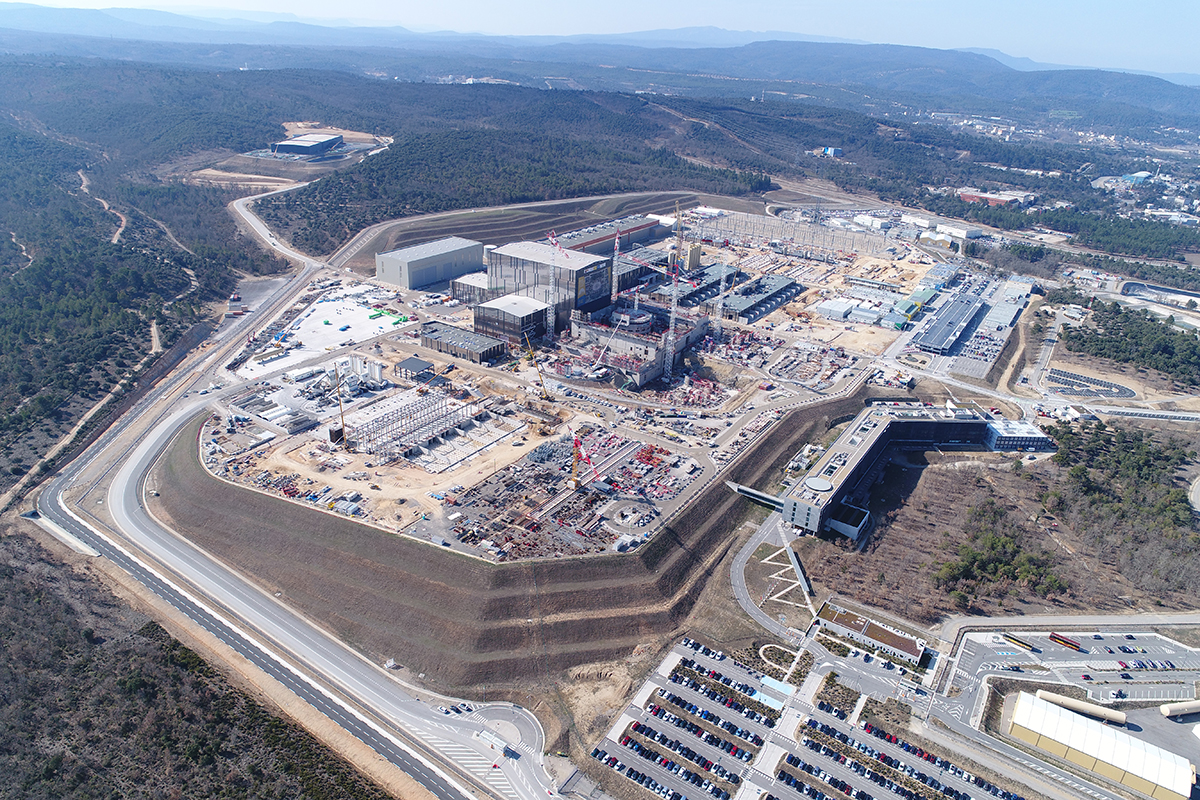
Будівельний майданчик (2018 рік)

- 1985: СРСР запропонував створити «токамак» (тороїдальна камера з магнітними котушками) нового покоління за участю країн-дослідників термоядерної реакції.
- 1988—1990: концептуальне доопрацювання проєкту термоядерного реактора за участю радянських, американських, японських та європейських вчених.
- 21 липня 1992 року: у Вашингтоні підписана чотиристороння міжурядова угода про розробку інженерного проєкту ITER.
- 1996: США припинили участь у проєкті.
- 2001: технічний проєкт реактора ITER успішно завершено.
- 2001—2003: Канада розпочала свою участь у проєкті.
- 2003: до проєкту повернулися США, до нього приєдналися також Китай і Корея.
- 28 червня 2005 року: у Москві міністри країн — учасниць проєкту підписали протокол про місце будівництва реактора — дослідницький центр «КАЕ-Кадараш» (фр. CAE-Cadarache), Франція (на півдні країни).
- 6 грудня 2005 року: до проєкту приєдналася Індія.
- 25 травня 2006 року: у Брюсселі учасники консорціуму підписали угоду про початок практичної реалізації проєкту у 2007 р.
- 2007: початок робіт на будмайданчику.
- 2020: розпочато інтеграцію компонентів токамака.
- 2025: запланована дата завершення будівництва базових компонентів; запуск першої плазми для демонстрації сумісної роботи компонентів[5].
- 2035: запланована дата завершення будівництва та початку роботи на дейтерій-тритієвій плазмі[6].

## Технічні дані

Дейтерій-трітієва реакція ядерного синтезу, внаслідок якої виділяється значна кількість енергії

Установка ITER — термоядерний реактор типу «токамак». Процес, що відбуватиметься у ньому, певною мірою протилежний тому, що відбувається в атомному реакторі, де атоми контрольовано розщеплюють. У новітній установці ядра дейтерію і тритію зливатимуться з утворенням ядра гелію (альфа-частинка) і високоенергетичного нейтрона:
{\displaystyle {}_{1}^{2}{\mbox{H}}+{}_{1}^{3}{\mbox{H}}\rightarrow {}_{2}^{4}{\mbox{He}}+{}_{0}^{1}{\mbox{n}}+17.6{\mbox{ MeV}}}
Це відбуватиметься в камері тороїдної форми, де під впливом високих температур та тиску атоми дейтерію і тритію втрачають електрони, і газ перетворюється на розпечену плазму. Від контакту зі стінками камери її утримуватимуть надпотужні магнітні котушки, однак вона має тенденцію прориватися крізь магнітний бар'єр і завдавати ушкоджень внутрішній стінці реактора. Демонстрація стійкого утримання плазми в робочому стані є однією з цілей ITER.
Характеристики реактора за проєктом:
- Загальний радіус конструкції — 10,7 м.
- Висота — 30 м.
- Великий радіус плазми — 6,2 м.
- Малий радіус плазми — 2,0 м.
- Об'єм плазми — 837 м3.
- Магнітне поле — 5,3 Тл.
- Максимальний струм у плазмовому шнурі — 15 МА.
- Потужність зовнішнього нагріву плазми — 50 МВт.
- Потужність теплової енергії що виділяється в плазмі внаслідок термоядерної реакції — 500 МВт.
- Коефіцієнт посилення потужності — 10 разів.
- Середня температура — 100 млн °C.
- Тривалість стабільної плазми — > 500 c.

## Фінансовий аспект
Вартість проєкту оцінюється у 20 млрд євро.
Частки учасників (на етапі створення): Китай, Індія, Корея, Росія, США — кожна по 1/11 суми, Японія — 2/11, ЄС — 4/11.

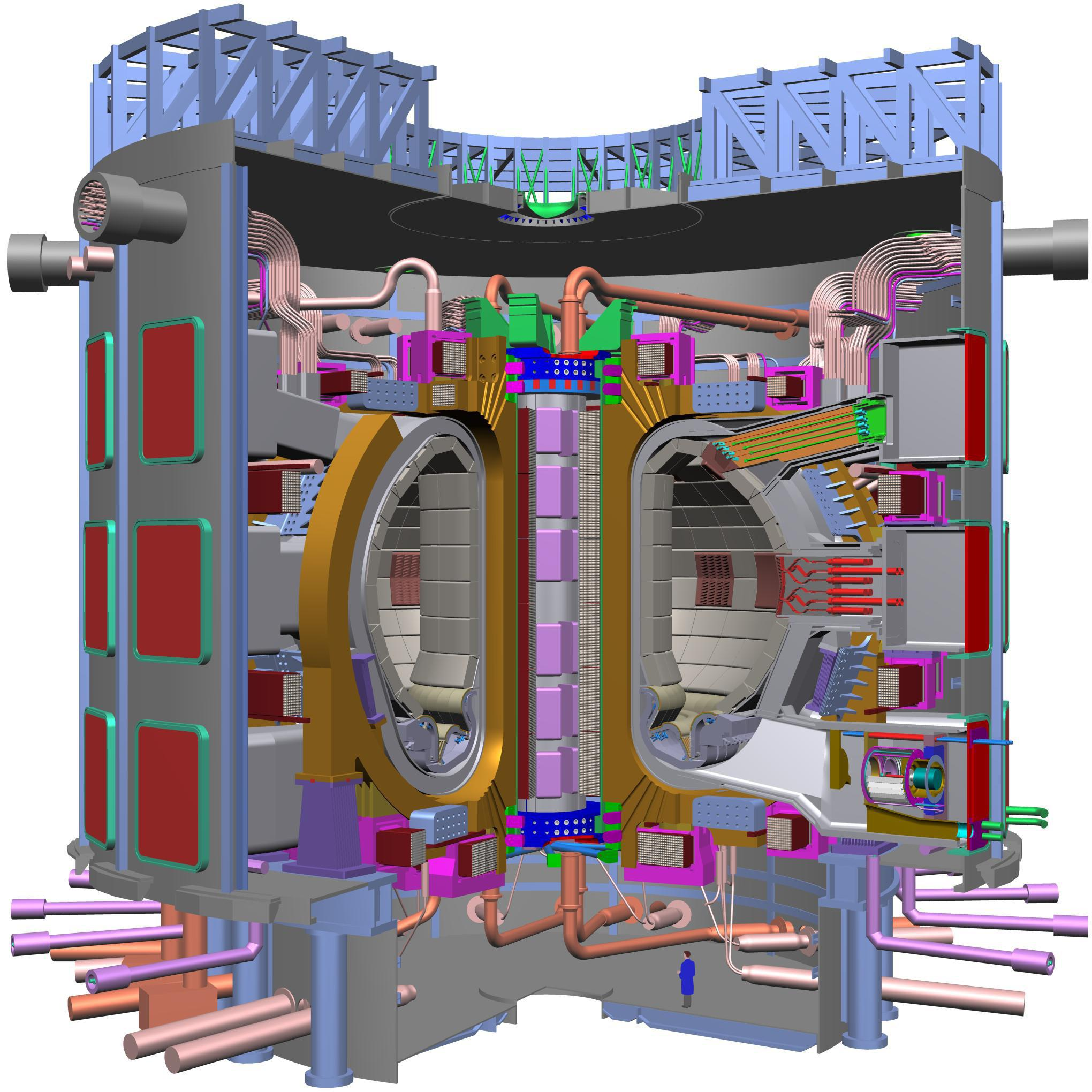
Розріз ITER — найбільшого токамака у світі, будівництво якого розпочалося у 2013 році, а повноцінна експлуатація запланована на 2035 рік. Він призначений для демонстрації того, що функціонуючий термоядерний реактор можливий, і вироблятиме 500 МВт енергії. Синя фігура людини внизу показує масштаб.

Вартість вступу нової країни до проєкту — 1 млрд євро.

## Участь України в проєкті
Попри те що між Україною і ЄС існує договір про співпрацю в галузі термоядерного синтезу, на державному рівні участі в проєкті ITER Україна досі не бере. Імовірною причиною є брак фінансування науки державою, адже для повноцінної участі в проєкті потрібно зібрати 1 млрд євро.
Однак слід зазначити, що на рівні наукових інститутів, організацій та установ українські вчені беруть активну участь у проєкті. Зокрема фахівці з України працюють над розробкою окремих елементів: оболонки, засоби та пристрої магнітної діагностики реактора.
Однією з форм співпраці українських та європейських вчених є міжнародні проєкти Українського науково-технологічного центру (УНТЦ). Зокрема, було виконано такі проєкти, що стосувались цієї галузі:
- Проєкт № 3535 «Інтелектуальні гальваномагнітні засоби для діагностики магнітного поля ITER» (2005—2007).
- Проєкт № 3988 «Радіаційностійкі холлівські зонди та пристрої для JET» (2007—2010).

## Цікаві факти
- Один кілограм тритію коштував у 2010 році приблизно 30 млн доларів[9]. Для запуску ITER буде потрібно щонайменше 3 кг тритію, для запуску DEMO знадобиться 4—10 кг[10]. Гіпотетичний тритієвий реактор витрачав би 56 кг тритію на виробництво 1 ГВт·рік електроенергії, тоді як всесвітні запаси тритію на 2003 рік становили 18 кг[10]. Світова комерційна потреба на 1995 рік становить щорічно близько 400 г, і ще близько 2 кг було потрібно для підтримання ядерного арсеналу США[11] (7 кг для світових військових споживачів). Близько 4 кг тритію на рік утворюється на АЕС, але не виділяється[12].
- Однією з теоретичних концепцій, перевірка якої передбачається на ITER, є те, що тритію, утвореного в реакції поділу ядер літію (реакція {\displaystyle {}_{0}^{1}{\mbox{n}}+{}_{3}^{6}{\mbox{Li}}\rightarrow {}_{2}^{4}{\mbox{He}}+{}_{1}^{3}{\mbox{H}}}), буде достатньо, щоб забезпечувати потреби самої установки, або його утворення навіть перевищить ці потреби. Це теоретично дало б змогу забезпечувати тритієм і нові установки. Літій, що використовується в реакції у спеціальній захисній оболонці[en], є частиною покриття камери токамака, а нейтрони породжуються самою основною термоядерною реакцією[13][14][15].
- Для стабільної тривалої роботи в умовах інтенсивного потоку нейтронів та високих температур розроблений спеціальний вид сталі[16]. EUROFER97 — це феритна/мартенситна сталь, що була ліцензована та надалі вивчається з 1999 року як європейський варіант структурного матеріалу (сталі) для ядерних пристроїв наступних поколінь[17]. Має значну кількість переваг у зрівнянні з аустенітними сталями (як-от 316L[18]), сучасно застосованими у ядерних реакторах. Одне із завдань ITER — це тестування операційної здатності EUROFER97 як основного матеріалу для захисту від нейтронного потоку.